# Schizocosa uetzi
Schizocosa uetzi là một loài nhện trong họ Lycosidae.
Loài này thuộc chi Schizocosa. Schizocosa uetzi được Helen Margaret Stratton miêu tả năm 1997.